# Harlingen (gemeente)

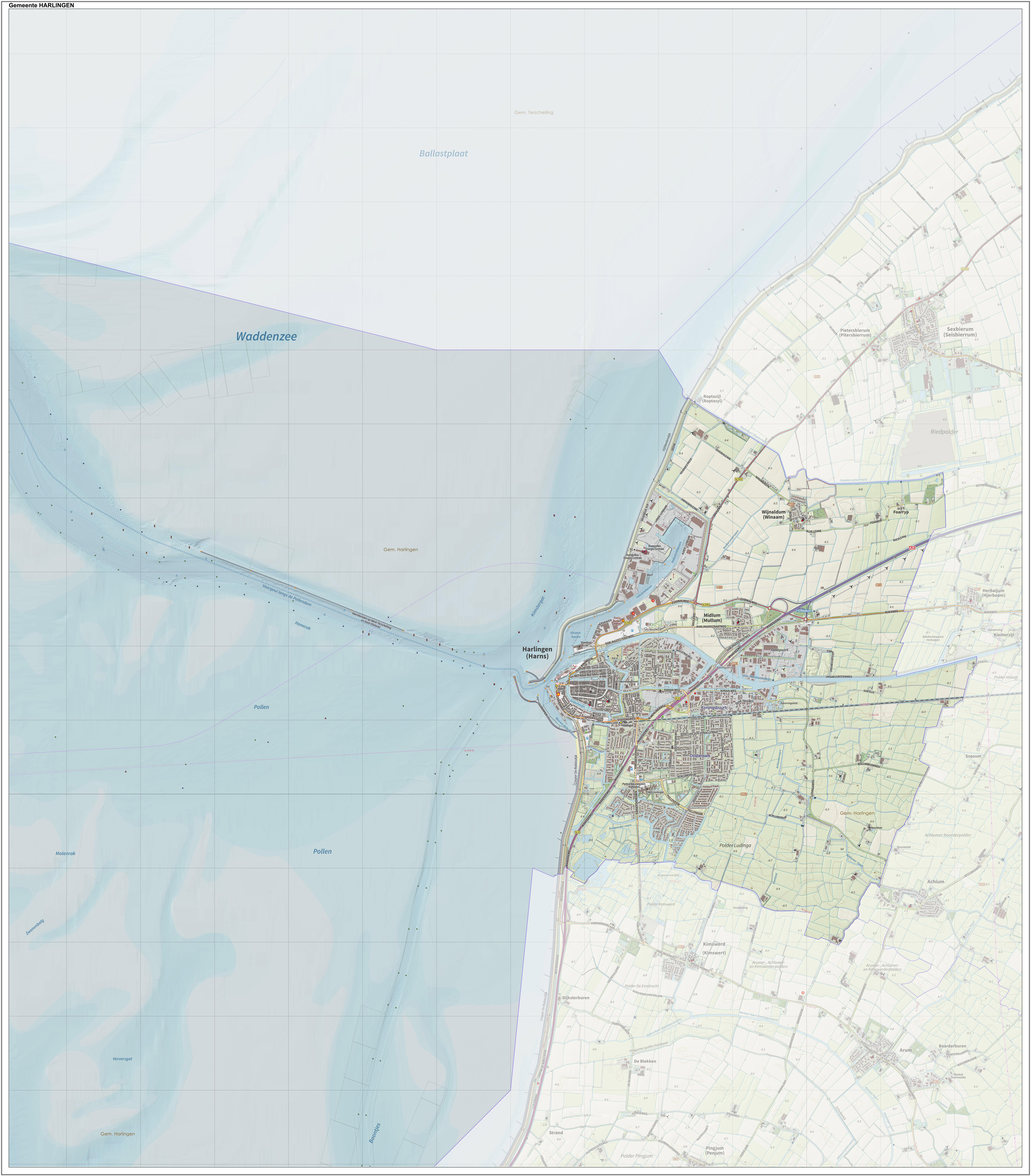
Topografische gemeentekaart van Harlingen, september 2023

Harlingen (uitspraakⓘ) (Fries: Harns (uitspraakⓘ)) is een gemeente in de Nederlandse provincie Friesland. Aangrenzende gemeentes zijn Waadhoeke in het noordoosten en Súdwest-Fryslân in het zuiden. De gemeente telt 16.212 inwoners (per 1 januari 2024, bron: CBS), waarvan ongeveer 15.200 in de hoofdplaats Harlingen.

## Kernen
De gemeente Harlingen telt slechts drie officiële kernen, waarvan de stad Harlingen verreweg de grootste is. Wijnaldum maakte tot 1 januari 1984 deel uit van de toen opgeheven gemeente Barradeel. De Nederlandse plaatsnamen zijn de officiële.

### Stad en dorpen
Aantal inwoners per woonkern in 2023:
Bron: CBS

### Buurtschappen
Naast deze officiële kernen bevinden zich in de gemeente zeven buurtschappen:
| - Atjetille - De Blijnse (De Blynse) - IJslumburen (Ieslumbuorren) - Koningsbuurt (Keuningsbuorren) | - Koetille - Saltryp - Voorrijp (Foarryp) |

Voormalige buurtschappen: Almenum, Luidum (Ludum) en Ungabuurt (Ungaboer).

## Wateren
In de gemeente bevinden zich de volgende kanalen, vaarten en sloten:
| Nederlandse naam  | Officiële naam    |
| ----------------- | ----------------- |
| Achlumervaart     | Achlumer Feart    |
| Bolswardervaart   | Bolswardervaart   |
| Dijkvaart         | Dyksfeart         |
| Franekertrekvaart | Franekertrekvaart |
| Harlingervaart    | Harnzer Feart     |

| Nederlandse naam   | Officiële naam        |
| ------------------ | --------------------- |
| Kleisloot          | Kleisloot             |
| Roptavaart         | Roptafeart            |
| Sexbierumervaart   | Seisbierrumer Opfeart |
| Van Harinxmakanaal | Van Harinxmakanaal    |

## Politiek bestuur
Het gemeentebestuur bestaat uit drie onderdelen:
- de gemeenteraad
- het college van burgemeester en wethouders
- de burgemeester.

Elk van deze drie organen heeft eigen taken en bevoegdheden. Het hoogste gezagsorgaan is de gemeenteraad , die in deze gemeente uit zeventien personen bestaat. Hier volgt de zetelverdeling sinds 2006.
| Gemeenteraadszetels                           | Gemeenteraadszetels | Gemeenteraadszetels | Gemeenteraadszetels | Gemeenteraadszetels | Gemeenteraadszetels |
| Partij                                        | 2006                | 2010                | 2014                | 2018                | 2022                |
| --------------------------------------------- | ------------------- | ------------------- | ------------------- | ------------------- | ------------------- |
| PvdA                                          | 6                   | 3                   | 3                   | 5                   | 4                   |
| Harlinger Belang en Harlinger Alternatief '97 | 3                   | 2                   | 3                   | 2                   | 3                   |
| CDA                                           | 4                   | 2                   | 3                   | 3                   | 3                   |
| VVD                                           | 2                   | 2                   | 2                   | 2                   | 2                   |
| WAD'N PARTIJ Harlingen                        | -                   | -                   | 1                   | 1                   | 2                   |
| HOOP                                          | -                   | -                   | -                   | 1                   | 1                   |
| GroenLinks                                    | 2                   | 1                   | 1                   | 1                   | 1                   |
| D66                                           | 0                   | 1                   | 2                   | 1                   | 1                   |
| ChristenUnie                                  | -                   | 1                   | 1                   | 1                   | -                   |
| Ouderen Politiek Actief                       | -                   | -                   | 1                   | -                   | -                   |
| Frisse Wind                                   | -                   | 3                   | -                   | -                   | -                   |
| SP                                            | -                   | 2                   | -                   | -                   | -                   |
| Totaal                                        | 17                  | 17                  | 17                  | 17                  | 17                  |

## Taal en dialect
Harlingen heeft, zoals vele steden in Friesland, een eigen Stadsfries dialect: Het Harlingers. In de gemeentelijke dorpjes Midlum en Wijnaldum en de buurtschap Foarryp, die na de opheffing van de oude (Friestalige) gemeente Barradeel bij de gemeente Harlingen zijn gevoegd, wordt het Fries wel gesproken.
Het Bildt, met zijn rijke boeren en grote landerijen, gold in de 16e en 17e eeuw als de graanschuur van Nederland. Harlingen was een belangrijke doorvoerhaven voor dit achterland voor handel naar en van Amsterdam en bier-hoofdstad Haarlem. Het is ook sterk overeenkomstig. Dit geldt voor de vele gelijkende stadfriese dialecten in deze omgeving van Friesland. Neem daarin mee het Midslands en het Amelands door de walvisvaart en eeuwenlange beurtschipperij en andere handelsbetrekkingen.
Het Fries wordt op de Harlinger scholen onderwezen, maar relatief weinig gesproken.
De Harlinger Regionale Scholengemeenschap Simon Vestdijk heeft een ontheffing aangevraagd voor het verplicht stellen van het Fries op de middelbare scholen in het Friese taalgebied. Het heeft aan de leerlingen en ouders een enquête voorgelegd waarin gevraagd werd naar de taalsituatie thuis en of men bezwaar had tegen het verplicht onderwijzen van de Friese taal. Zover is het in Harlingen (nog) niet door het ontbreken van eenduidigheid. Wel is er een werkgroep in het leven geroepen om het Harlingers op papier te krijgen.

## Monumenten
In de gemeente zijn er een aantal rijksmonumenten, gemeentelijke monumenten, en oorlogsmonumenten, zie:
- Lijst van rijksmonumenten in Harlingen (gemeente)
- Lijst van gemeentelijke monumenten in Harlingen
- Lijst van oorlogsmonumenten in Harlingen

## Aangrenzende gemeenten
| Aangrenzende gemeenten          | Aangrenzende gemeenten | Aangrenzende gemeenten   | Aangrenzende gemeenten | Aangrenzende gemeenten |
| ------------------------------- | ---------------------- | ------------------------ | ---------------------- | ---------------------- |
| Vlieland (Waddenzee)            |                        | Terschelling (Waddenzee) |                        |                        |
|                                 |                        |                          |                        |                        |
| Texel (NH) (Waddenzee)          | Waadhoeke              |                          |                        |                        |
|                                 |                        |                          |                        |                        |
| Hollands Kroon (NH) (Waddenzee) |                        | Súdwest-Fryslân          |                        |                        |

## Geboren in Harlingen
- Herman Zeinstra (1937-2024), architect